# Eucyrta albicollis
Eucyrta albicollis là một loài bướm đêm thuộc phân họ Arctiinae, họ Erebidae.